# Portada/article setembre 6

## Ferengi
Els ferengis són una de les espècies humanoides de l'univers fictici de Star Trek, sèrie creada per Gene Roddenberry (a la foto). Apareixen per primera vegada al capítol L'últim destacament de la La nova generació i fan el seu primer contacte amb la Federació Unida de Planetes el 2364 al planeta Delphi Ardu. La seva cultura es caracteritza per tenir una obsessió malaltissa pel comerç i els esforços constants d'estafar la gent tot fent negocis. També són coneguts per la seva perspicàcia comercial i d'explotació de les dones.
El seu planeta, Ferenginar, és el centre de l'Aliança Ferengi i és regit pel gran Nagus. Com la major part de la seva cultura, la seva religió es basa en els principis del capitalisme: ofereixen pregàries i ofrenes monetàries al benaurat Exchequer, amb l'esperança d'entrar al "Tresor Diví" després de la mort.